# Bundesstraße 233
Die Bundesstraße 233 (Abkürzung: B 233) ist eine Bundesstraße in Nordrhein-Westfalen, die von Werne nach Iserlohn führt. Die B 233 hat eine Gesamtlänge von etwa 31 km.

## Ausführlicher Streckenverlauf

### Werne
Die B 233 beginnt nördlich von Werne an der B 54. Sie bildet einen Teil des innenstädtischen Rings (Hansaring). Sie kreuzt die Horster Straße (K 8), die Stockumer Straße (L 507) sowie die Kamener Straße, als welche sie dann weiter in Richtung Kamen und Bergkamen führt.
- Straßennamen: Hansaring, Freiherr-vom-Stein-Straße, Kamener Straße

### Bergkamen
Im Bergkamener Stadtteil Rünthe überquert die B 233 den Fluss Lippe. Südlich von Rünthe bildet sie die Grenze zwischen Bergkamen-Mitte und Bergkamen-Overberge. Die B 233 ist nach den Bundesautobahnen 1 und 2 die wichtigste Straße Bergkamens.
- Straßenname: Werner Straße

### Kamen
In Kamen verläuft die B 233 als Münsterstraße und über den äußeren Kamener Ring, und dann Richtung Süden autobahnähnlich, jedoch nicht als Kraftfahrstraße deklariert, bis zur Autobahnausfahrt Kamen-Zentrum (A 1). Auf diesem Stück verfügt sie über zwei eigene Ausfahrten (Kamen-Innenstadt und Kamen-Süd). An der A 1 endet die B 233 vorerst.
- Straßennamen: Münsterstraße, Nordring, Westring, Hochstraße, Unnaer Straße

### Unna
An der Anschlussstelle Unna-Ost beginnt die B 233 wieder. Sie ist hier autobahnähnlich ausgebaut und als Kraftfahrstraße deklariert. Hierbei durchquert sie teilweise schon Fröndenberger Stadtgebiet. Der autobahnartige Ausbauabschnitt endet an der einzigen Anschlussstelle Unna-Süd; von dort führt die B 233 weiter in Richtung Iserlohn.
- Straßenname: Iserlohner Straße (Hinweis: Das autobahnähnliche Teilstück verfügt über keinen Straßennamen.)

### Fröndenberg
Die B 233 führt im westlichen Fröndenberg durch die Ortschaften Strickherdicke und Langschede. Sie überquert die Ruhr, und damit die Stadtgrenze nach Menden.
- Straßenname: Unnaer Straße

### Menden (Sauerland)
Die B 233 streift Menden (Sauerland) nur einige hundert Meter im Stadtteil Halingen. Dort zweigt von ihr in einem Kreisverkehr die B 515 nach Menden ab.
- Straßenname: Gruländer Straße

### Iserlohn
Auf Iserlohner Stadtgebiet geht es durch die Stadtteile Drüpplingsen, Hennen, Kalthof und Iserlohner Heide. Die B 233 endet an der Anschlussstelle Iserlohn-Seilersee der A 46 nördlich der Iserlohner Innenstadt.
- Straßennamen: Drüpplingser Straße, In der Helle, Kalthofer Straße, Barendorfer Straße, Baarstraße, Seilerseestraße

## Geschichte
Ursprünglich verlief die B 233 mitten durch die Unnaer Innenstadt, wurde jedoch wegen der nahen A 1 zwischen der Autobahnauffahrt Kamen-Zentrum der A 1 und Unna-Süd an der A 443 zu einer Landesstraße herabgestuft (L 678 und L 679). In Iserlohn endete die B 233 früher in der Innenstadt an der B 7. Nach deren Abstufung wurde auch der Abschnitt der B 233 zwischen Iserlohnerheide und Innenstadt abgestuft und der Verlauf zur A 46 (Seilersee) verlegt.
2006 erhielt die B 233 den südlichen Teil der ehemaligen A 443, sodass sie nun direkt an die A 44 angeschlossen ist.